# Station Ormoy-Villers
Station Ormoy-Villers is een spoorwegstation aan de spoorlijn spoorlijn La Plaine - Hirson en Anor. Het ligt in de Franse gemeente Ormoy-Villers in het departement Oise (Hauts-de-France).

## Ligging
Het station ligt op kilometerpunt 55,618 van de spoorlijn spoorlijn La Plaine - Hirson en Anor. Ook is het het beginpunt van de gedeeltelijk gesloten spoorlijn Ormoy-Villers - Boves en het was het het beginpunt van de gesloten spoorlijn Ormoy-Villers - Mareuil-sur-Ourcq.

## Diensten
Het station wordt aangedaan door treinen van Transilien lijn K (Paris-Nord - Crépy-en-Valois).

## Vorig en volgend station
| Richting   | Vorig station        | Lijn    | Volgend station | Richting        |
| ---------- | -------------------- | ------- | --------------- | --------------- |
| Paris-Nord | Nanteuil-le-Haudouin | Trans K | Crépy-en-Valois | Crépy-en-Valois |